# Banco Internacional
Der Banco Internacional (kurz Baninter) ist die sechstgrößte Bank Ecuadors mit Sitz in der Hauptstadt Quito. Die Bank wurde 1973 unter maßgeblicher Beteiligung des spanischen Banco Ibérico (1977 mit dem Banco Central Hispano fusioniert, der seit 1999 zum Banco Santander gehört) gegründet. Sie verfügt heute über 93 Niederlassungen und 420 Geldautomaten in ganz Ecuador. Zusammen mit Interfondos und Seguros Cervantes (Versicherung) bildet sie die Finanzgruppe Grupo Financiero Banco Internacional. 
Ende des 19. Jahrhunderts hatte es bereits einmal eine Bank mit dem Namen Banco Internacional gegeben. Diese war u. a. als Privatnotenbank in Guayaquil tätig und entstand 1887 aus dem Banco Anglo-Ecuatoriano und wurde 1894 wiederum als Banco Comercial y Agrícola reorganisiert. Unter diesem Namen wurde sie die bedeutendste Bank des Landes und hatte großen Einfluss auf die Politik insbesondere der Liberalen Partei bis etwa 1925. Diese ehemalige Bank hat mit der hier beschriebenen außer dem Namen keine Gemeinsamkeiten.